# Unterfinningen
Unterfinningen ist ein Ort in der Gemeinde Finningen und eine Gemarkung im schwäbischen Landkreis Dillingen an der Donau. Die Gemeinde Finningen war zum 1. Januar 1974 aus den selbständigen Gemeinden Oberfinningen und Unterfinningen gebildet worden. Am 1. Mai 1978 wurde die bis dahin selbständige Gemeinde Mörslingen eingegliedert.

## Geschichte
Die ältesten Bodenfunde auf der Gemarkung Unterfinningen stammen aus der Mittel- und Jungsteinzeit. Eineinhalb Kilometer nordöstlich des Ortes liegt der sogenannte Osterstein, ein Felsbrocken der durch den Meteoriteneinschlag im Ries vor rund 15 Millionen Jahren dorthin geschleudert wurde. Der Stein war Zentrum einer vorgeschichtlichen Kultstätte, die bei Grabungen in den 1950er Jahren erforscht wurde. Rund 93.000 Keramikscherben wurden gefunden, die von zertrümmerten Opfergefäßen stammen. 

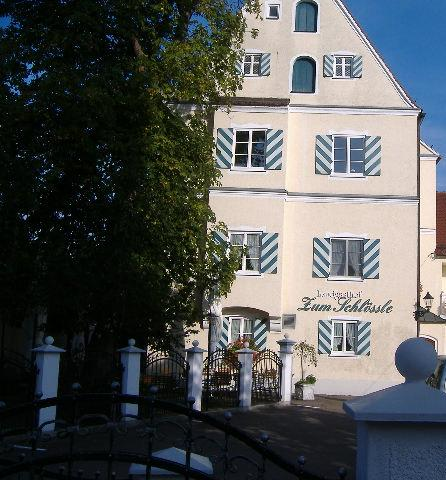
Schloss in Unterfinningen

Unterfinningen wird im Jahr 1262 erstmals urkundlich überliefert. Im Jahr 1334 wird der Ort als Herrenfinningen überliefert, was auf den Sitz einer Adelsherrschaft hinweist. Die Herren von Finningen werden ab 1268 genannt. Sie veräußerten ihren Besitz an die Herren von Erslingen, die seit 1345 in Unterfinningen genannt werden. Diese veräußerten ihren Besitz 1443 an das Kloster St. Ulrich und Afra in Augsburg. Unterfinningen blieb bis zur Säkularisation im Jahr 1803 Sitz einer Hofmark. Der Sitz dieser Hofmark war das nördlich der Kirche St. Martin stehende Wasserschloss.

## Religionen
Unterfinningen ist Sitz einer alten Pfarrei. Die heutige Pfarrkirche St. Martin wurde um 1680 errichtet.

## Bevölkerungsentwicklung
- 1840: 371 Einwohner
- 1939: 351 Einwohner
- 1950: 344 Einwohner
- 1961: 294 Einwohner
- 1970: 313 Einwohner

## Persönlichkeiten
- Dominikus Ringeisen (1835–1904), Gründer der Ursberger Anstalten

## Bodendenkmäler
Siehe: Liste der Bodendenkmäler in Finningen